# Kabinett Ólafur Thors IV

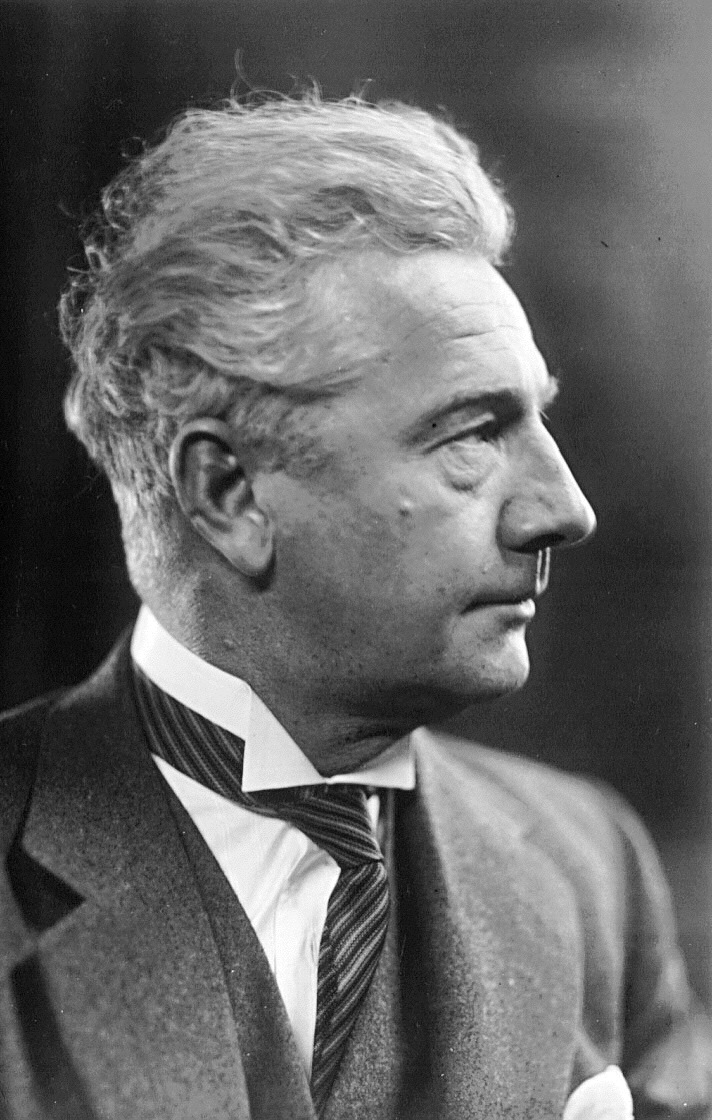
Ólafur Thors

Das Kabinett Ólafur Thors IV war eine Regierung der am 17. Juni 1944 ausgerufenen Demokratischen Republik Island (isländisch Lýðveldið Ísland). Es wurde am 11. September 1953 gebildet und löste das Kabinett Steingrímur Steinþórsson ab. Es blieb bis zum 24. Juli 1956 im Amt, woraufhin es vom Kabinett Hermann Jónasson V abgelöst wurde.
Ólafur Thors war von Mai bis Dezember 1942, 1944 bis 1947, 1949 bis 1950, 1953 bis 1956 sowie zuletzt 1959 bis 1963 Premierminister von Island.
Dem Kabinett gehörten Mitglieder der Unabhängigkeitspartei (Sjálfstæðisflokkurinn) sowie der Fortschrittspartei (Framsóknarflokkurinn) an.

## Regierungsmitglieder
| Amt                                        | Amtsinhaber                                         | Beginn der Amtszeit                                 | Ende der Amtszeit                              |
| ------------------------------------------ | --------------------------------------------------- | --------------------------------------------------- | ---------------------------------------------- |
| Premierminister                            | Ólafur Thors                                        | 11. September 1953                                  | 24. Juli 1956                                  |
| Außenminister und Kommunikationsminister   | Kristinn Guðmundsson                                | 11. September 1953                                  | 24. Juli 1956                                  |
| Justizminister und Bildungsminister        | Bjarni Benediktsson                                 | 11. September 1953                                  | 24. Juli 1956                                  |
| Finanzminister                             | Eysteinn Jónsson Skúli Guðmundsson Eysteinn Jónsson | 11. September 1953 14. April 1954 8. September 1954 | 14. April 1954 8. September 1954 24. Juli 1956 |
| Minister für Wirtschaft und Industrie      | Ingólfur Jónsson                                    | 11. September 1953                                  | 24. Juli 1956                                  |
| Landwirtschaftsminister und Sozialminister | Steingrímur Steinþórsson                            | 11. September 1953                                  | 24. Juli 1956                                  |